# Altınordu
Altınordu (Grieks: Κοτύωρα/Kotiora, tot 2014 Ordu) is een grote havenstad aan de zuidkust van de Zwarte Zee in Turkije.
In 2014 werd de nieuwe naam Altınordu aangenomen, daarvoor was de naam Ordu. Altın betekent goud.
De stad heeft ongeveer 195.817 inwoners en is tevens de hoofdstad van de provincie Ordu. Altınordu is de grootste stad langs de kust tussen Samsun en Trabzon, de twee belangrijkste steden aan de Turkse Zwarte Zeekust.

## Naam

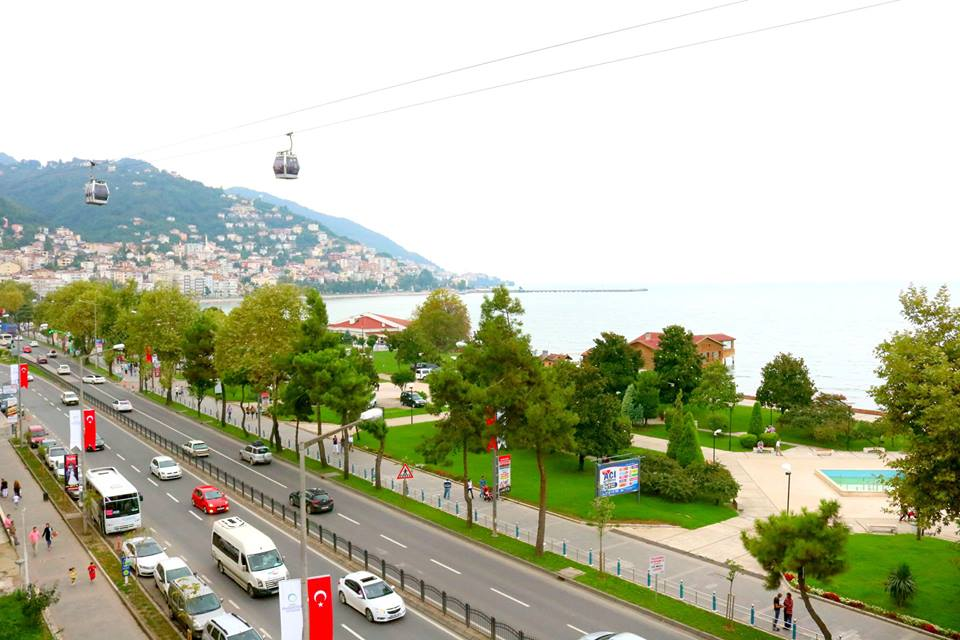
Ordu

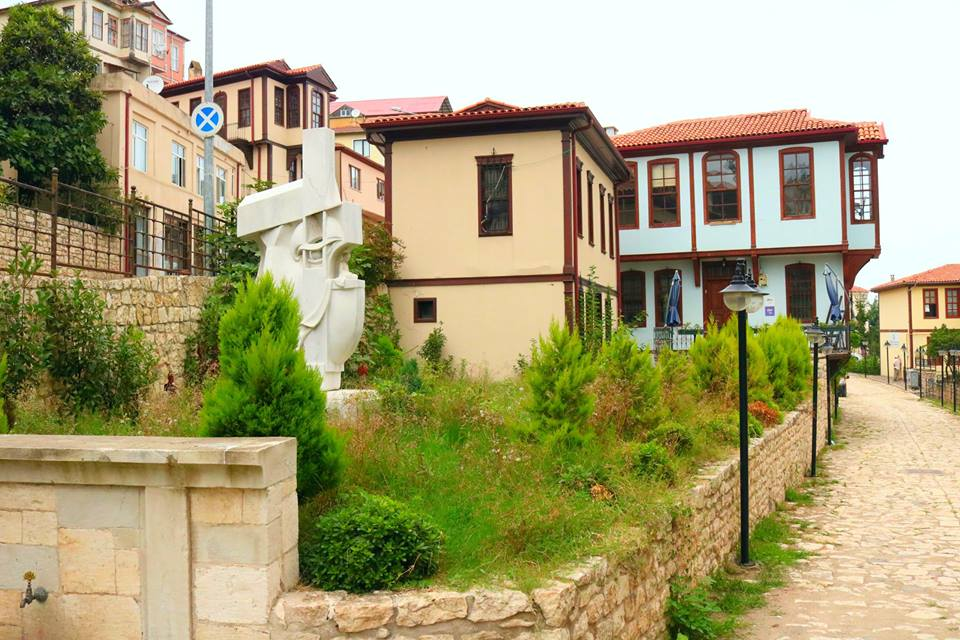
Ordu

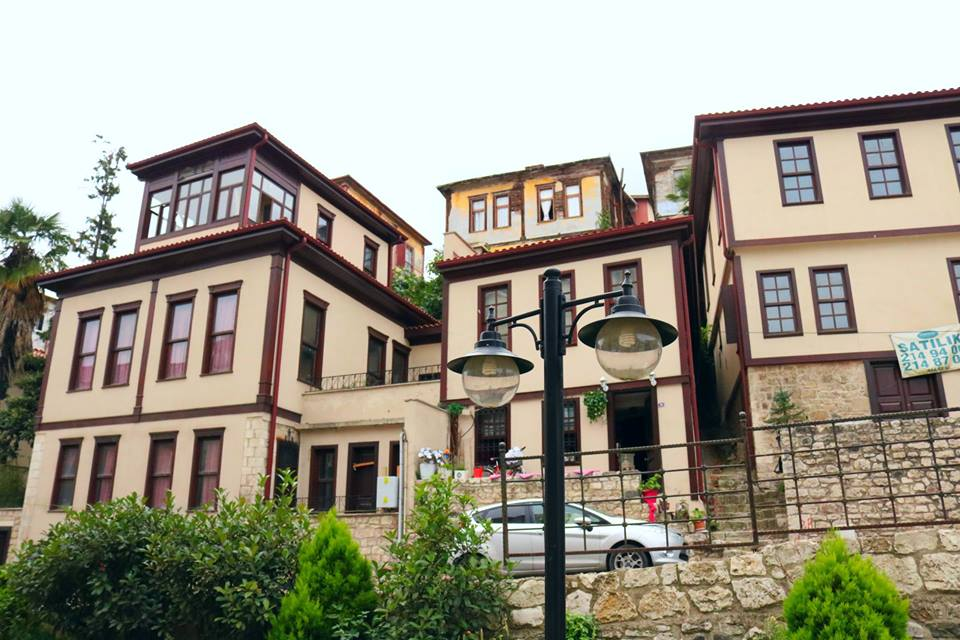
Ordu

Ordu betekent in de Turkse talen letterlijk 'leger'. In Nederland kennen wij deze term ook als horde, van de nomadische Hunnen. De naam verwijst naar het Ottomaanse legerkamp dat er was gevestigd. De historische naam van de stad is Kotiora.

## Geschiedenis
Altınordu kent een vergelijkbare geschiedenis met de andere steden langs het middelste gedeelte van de zuidkust van de Zwarte Zee. Griekse kolonisatie vanuit Ionië, met name uit Milete, vond plaats vanaf de 8e eeuw voor Christus. De eerste grootschalige nederzetting in dit gebied was Kotiora. Deze stad maakte deel uit van een reeks koloniën langs de kust. Het oude Kotiora was de plaats waar Xenophons Grieken (Tocht van de tienduizend) 45 dagen rustten voordat zij verder Azië introkken. Na deze legende zouden de Argonauten hier geland zijn (op Cape Jason) om naar het Gouden Vlies te zoeken. Het gebied werd onderdeel van het Romeinse Rijk binnen de provincie Anatolië en ging later over in het Byzantijnse Thema Chaldië, met als hoofdstad Trabzon.
Vanaf de 10e eeuw komen grote aantallen Turkse volkeren, met name Turkmeense Chepni in het gebied. Zij veroveren meerdere nederzettingen langs de Zwarte Zee. De Turkmeense Danishmenddynastie nam de controle over het gebied rond Altınordu in. Later gaat het kustgebied tussen Altınordu en Sinop volledig over naar Seltsjoeks bestuur. Twee eeuwen later komt er een nieuwe golf Turkse migranten in het gebied aan. Opgejaagd door de Turks-Mongoolse legers van het Il-kanaat vluchten de Seltsjoeken de kuststrook van de Zwarte Zee in. Deze Seltsjoekse overheersing van Altınordu hield stand tussen 1214 en 1228. Nadat de Mongolen de Seltsjoekse legers hadden verslagen viel Altınordu onder het bestuur van het Beylik van Haci Emir Ogullari. De Turken behielden het gebied tot 1346, waarna het weer deel ging uitmaken van het Pontische Keizerrijk Trebizonde.
Na de val van het Keizerrijk Trebizonde in 1461 stationeert de Ottomaanse sultan zo'n 5 kilometer ten westen van de huidige stad een militair kamp, genaamd Bayramlı. Gedurende dat het gebied wordt bestuurd door de Ottomanen blijft er een grote christelijke bevolking in het gebied aanwezig. Gedurende de 19e eeuw neemt de geletterdheid van de bevolking langs de kust van de Zwarte Zee toe en worden er de eerste culturele organisaties opgericht buiten de grote steden, zoals de gemeentelijke Zwarte Zee theatergroep Ordu in 1864. Met de bestuurlijke herindeling van 1869 kreeg de stad haar huidige naam en werden enkele andere districten aan haar grondgebied toegevoegd.
Tijdens de Eerste Wereldoorlog verdween de kleine orthodoxe Armeense bevolking uit het gebied. Veel van hen konden per boot ontsnappen aan de Armeense Genocide. Na de Eerste Wereldoorlog werden de orthodoxe Grieken uit Altınordu met Griekenland uitgewisseld voor Turken uit Thracië en Selanik.

## Bezienswaardigheden
Altınordu is voor Turkse maatstaven een relatief kleine stad. Het herbergt enkele bezienswaardigheden zoals de riante woningen in het oude stadscentrum en enkele voormalige kerken die thans als moskee worden gebruikt. Andere oude gebouwen zijn onder andere de Yalı Camii, Orta Camii, Efirli Camii en de Eski Pazar Camii met naastgelegen Hamam. Het Boztepe park geeft uitzicht over de stad en is te bereiken met een kabelbaan. Een populaire attractie in de stad is de fabriekswinkel van de Sağra hazelnotenfabriek, die onder de merknaam Tadelle verschillende chocoladerepen aanbiedt.
In het district Mesudiye, enkele tientallen kilometers ten zuiden van de stad, zijn nog enkele enigszins geruïneerde kerken te vinden zoals de Griekse Meletioskerk en de Armeense Samugakerk. Het district Fatsa ten zuidwesten van Altınordu heeft ook enkele attracties zoals een voormalig Grieks klooster in Göreği en de ruïnes van het Bolamankasteel. De Çambaşı yaylası is vooral beroemd door het Pontisch-Griekse lied (tragodia); Ekaen Kai To Tsabasin (Ook Tsambasin is afgeband). Dit was een populair rustoord voor de bewoners van Altınordu, zo'n 40 kilometer ten zuiden van de stad in de bergen.

## Klimaat
De zuidoostkust van de Zwarte Zee heeft een mix van een zeeklimaat met richting het binnenland een vochtig subtropisch klimaat. Het gebied rond Altınordu heeft warme, vochtige zomers en koele, mistige winters. Gedurende het hele jaar valt er een grote hoeveelheid neerslag, tussen december en maart meestal sneeuw. De neerslag is het grootst in de herfst en de lente.
De watertemperatuur schommelt, net zoals elders langs de Turkse Zwarte Zeekust, tussen 8° en 20 °C.

## Economie
Altınordu maakt deel uit van de Anatolische Tijgers, een groep middelgrote tot kleine steden die in de afgelopen decennia een grote economische groei door hebben gemaakt.
Het landschap rond Altınordu is bekend van zijn hazelnootstruiken en bossen. Altınordu is op één stad na (Giresun) de grootste hazelnootproducent in Turkije (75% van de wereldproductie).

## Geboren
- Emre Çolak (1991), voetballer